# Bobby Warshaw
William Robert Warshaw, detto Bobby (Mechanicsburg, 21 novembre 1988), è un ex calciatore statunitense, centrocampista.

## Carriera

### Club

#### Dallas
Warshaw ha frequentato l'Università di Stanford, dove ha giocato a calcio con gli Stanford Cardinal. Allo MLS SuperDraft 2011 è stato la 17ª scelta del primo turno ed è stato selezionato da Dallas. Ha debuttato nella Major League Soccer in data 7 maggio 2011, subentrando a Fabián Castillo nel pareggio a reti inviolate sul campo del D.C. United. Il 28 agosto 2011 ha realizzato la prima rete, nella vittoria per 2-3 in casa dello Sporting Kansas City.

#### Ängelholm
L'11 agosto 2013, gli svedesi dell'Ängelholm hanno annunciato l'ingaggio di Warshaw con la formula del prestito. Ha debuttato con questa maglia il 28 agosto successivo, in occasione del pareggio per 2-2 sul campo del GIF Sundsvall. Il 20 ottobre ha realizzato una doppietta ai danni dell'IFK Värnamo. Ha chiuso quest'esperienza con 8 reti segnate in 9 partite di campionato.

#### GAIS
Il 16 marzo 2014, è stato ufficialmente ingaggiato dal GAIS. Ha debuttato in squadra il 6 aprile 2014, schierato titolare nel pareggio per 1-1 in casa dell'IFK Värnamo. Il 12 maggio ha segnato la prima rete, che ha sancito il successo per 1-0 sul Sirius.

#### Bærum
Il 7 agosto, Warshaw è stato ingaggiato dai norvegesi del Bærum. Ha esordito con questa maglia il 10 agosto, sostituendo Monir Benmoussa nella vittoria per 0-4 sul campo dello Hødd. Il 17 agosto ha realizzato la prima rete con questa maglia, contribuendo alla vittoria per 2-3 in casa dell'Alta. Il 24 dicembre successivo ha rinnovato il contratto che lo legava al club per un'ulteriore stagione.

#### Hønefoss
Il 17 agosto 2015 è stato ingaggiato dall'Hønefoss, a cui si è legato con un contratto valido fino al termine della stagione in corso. Ha esordito in squadra il 23 agosto successivo, schierato titolare nella sconfitta per 3-0 maturata sul campo del Brann. Il 14 ottobre ha realizzato la prima rete in squadra, sancendo il successo per 0-1 sul campo dell'Hødd. Il 25 ottobre 2015, al termine della 29ª giornata di campionato, la squadra è matematicamente retrocessa in 2. divisjon, con un turno d'anticipo sulla fine della stagione.

#### Harrisburg City Islanders
Il 16 marzo 2016 ha fatto ufficialmente ritorno negli Stati Uniti per giocare negli Harrisburg City Islanders, nella United Soccer Leagues (USL). Il 26 marzo ha giocato la prima partita, nella sconfitta per 3-1 sul campo dei Richmond Kickers. Il 23 maggio ha segnato la prima rete in campionato, attraverso cui ha contribuito al successo per 3-1 sul Bethlehem Steel. A fine stagione, si è svincolato.

## Statistiche

### Presenze e reti nei club
Statistiche aggiornate al 10 aprile 2017.
| Stagione       | Club               | Campionato    | Campionato | Campionato | Coppe nazionali | Coppe nazionali | Coppe nazionali | Coppe continentali | Coppe continentali | Coppe continentali | Supercoppe | Supercoppe | Supercoppe | Totale | Totale |
| Stagione       | Club               | Comp          | Pres       | Reti       | Comp            | Pres            | Reti            | Comp               | Pres               | Reti               | Comp       | Pres       | Reti       | Pres   | Reti   |
| -------------- | ------------------ | ------------- | ---------- | ---------- | --------------- | --------------- | --------------- | ------------------ | ------------------ | ------------------ | ---------- | ---------- | ---------- | ------ | ------ |
| 2011           | Dallas             | MLS           | 17         | 1          | USOC            | 2               | 0               | CCL                | 4                  | 0                  | -          | -          | -          | 23     | 1      |
| 2012           | Dallas             | MLS           | 6          | 0          | USOC            | 0               | 0               | -                  | -                  | -                  | -          | -          | -          | 6      | 0      |
| gen.-ago. 2013 | Dallas             | MLS           | 9          | 0          | USOC            | 3               | 0               | -                  | -                  | -                  | -          | -          | -          | 12     | 0      |
| Totale Dallas  | Totale Dallas      | Totale Dallas | 32         | 1          |                 | 5               | 0               |                    | 4                  | 0                  |            | -          | -          | 41     | 1      |
| ago.-dic. 2013 | Ängelholm          | S             | 9          | 8          | CS              | 1               | 0               | -                  | -                  | -                  | -          | -          | -          | 10     | 8      |
| mar.-ago. 2014 | GAIS               | S             | 16         | 2          | CS              | 2               | 1               | -                  | -                  | -                  | -          | -          | -          | 18     | 3      |
| ago.-dic. 2014 | Bærum              | 1D            | 12+2       | 3+1        | CN              | -               | -               | -                  | -                  | -                  | -          | -          | -          | 14     | 4      |
| gen.-ago. 2015 | Bærum              | 1D            | 18         | 1          | CN              | 2               | 0               | -                  | -                  | -                  | -          | -          | -          | 20     | 1      |
| Totale Bærum   | Totale Bærum       | Totale Bærum  | 30+2       | 4+1        |                 | 2               | 0               |                    | -                  | -                  |            | -          | -          | 34     | 5      |
| ago.-dic. 2015 | Hønefoss           | 1D            | 10         | 1          | CN              | -               | -               | -                  | -                  | -                  | -          | -          | -          | 10     | 1      |
| 2016           | Harrisburg City I. | USL           | 28         | 4          | USOC            | 2               | 2               | -                  | -                  | -                  | -          | -          | -          | 30     | 6      |
| Totale         | Totale             | Totale        | 125+2      | 20+1       |                 | 12              | 3               |                    | 4                  | 0                  |            | -          | -          | 143    | 24     |